# Mobula hypostoma
La manta del Golfo (Mobula hypostoma) es una especie de mantarraya diablo perteneciente a la familia Mobulidae.

## Hábitat
Estas mantas viven en aguas cálidas y poco profundas (entre 0 y 100 de profundidad) y se pueden encontrar en grupos de hasta 40 individuos, aunque oscilan con mayor frecuencia entre 2 y 10.
Se encuentran a lo largo de las costas del Atlántico occidental, desde Carolina del Norte hasta el norte de Argentina. La ocasional consideración de la especie emparentada Mobula rochebrunei como un sinónimo menor de M. hypostoma amplía su área de distribución hasta el Atlántico oriental.

## Dieta
Se alimentan principalmente de zooplancton, como pequeños crustáceos, aunque ocasionalmente pueden comer cardúmenes de peces, utilizando sus cuernos cefálicos para canalizar a sus presas hacia su boca.

## Descripción
Las mantas del Golfo son relativamente pequeñas, con un ancho máximo de aproximadamente 120 cm. Tienen cuernos cefálicos orientados hacia adelante, mientras que sus largas colas sin espinas los distinguen de sus parientes M. mobular. 
La coloración dorsal varía de marrón claro a negro, aunque se han observado ciertos ejemplares azules. En ocasiones, los individuos poseen un collar gris oscuro entre los espiráculos.

## Reproducción
Exhiben ovoviviparidad (viviparidad aplacentaria), con embriones que inicialmente se alimentan de la yema (en el saco vitelino) y luego reciben nutrición adicional de la madre mediante la absorción indirecta de líquido uterino enriquecido con mucosidad, grasa o proteína a través de estructuras especializadas. Se ha observado la cópula en una posición enfrentando ambos vientres, mientras continúan nadando cerca de la superficie, proceso que suele durar unos 10 minutos y genera una media de una cría por ciclo reproductivo. 

## Usos
De menor interés comercial en pesquerías.